# Lejonhuvad dvärgvädur

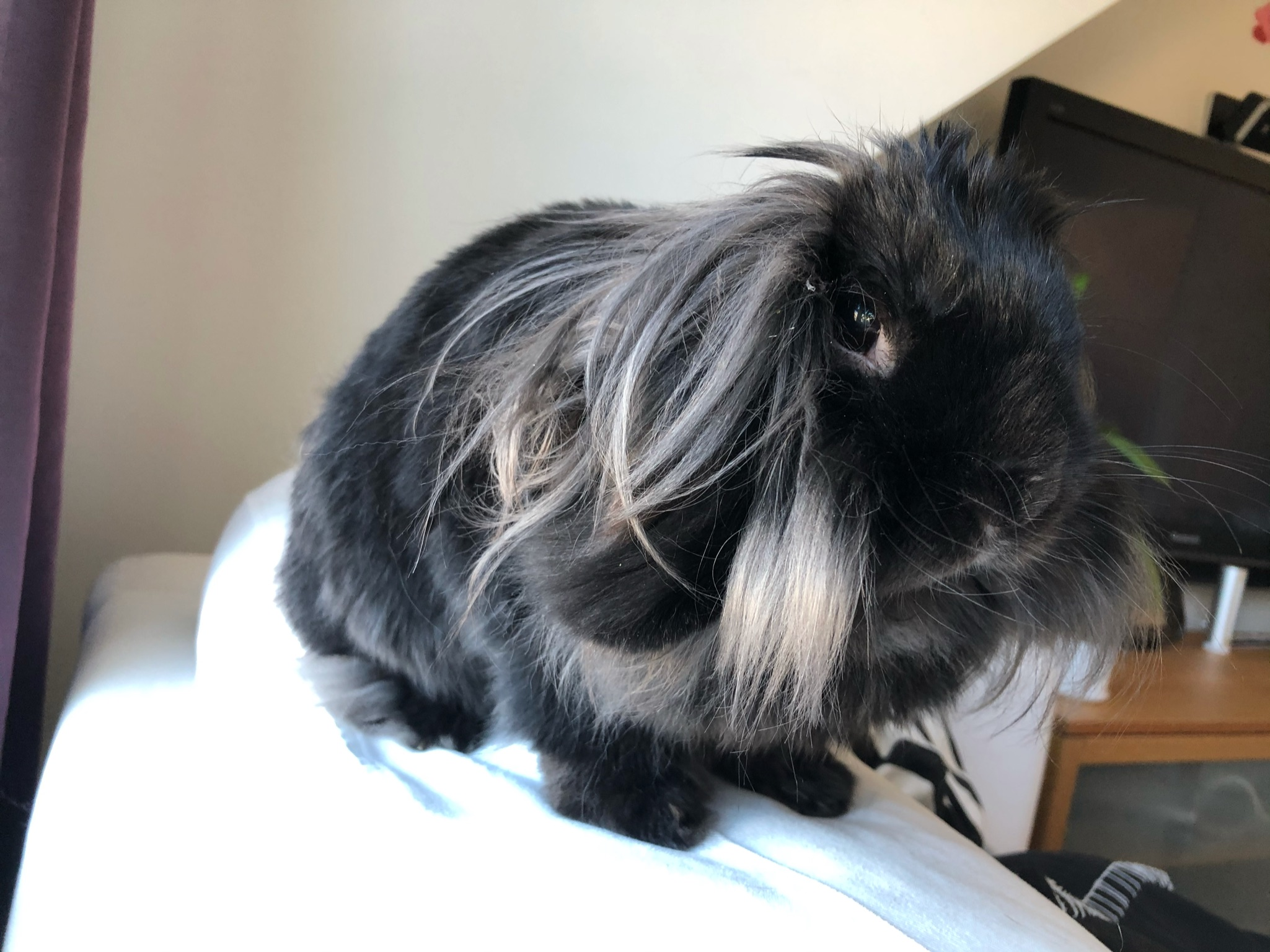

Lejonhuvad dvärgvädur är en kaninras som avlats fram genom en korsning mellan dvärgvädur och lejonhuvad kanin. Den lejonhuvade dvärgväduren har ungefär samma storlek som dvärgväduren, med en vikt på cirka 1,4-1,9 kilogram. Dess päls är längre än dvärgvädurens och påminner om pälsen hos den lejonhuvade kaninen, och likt lejonhuvad kanin har lejonhuvad dvärgvädur som en krage av längre päls kring halsen. Eftersom pälsen är längre än den vanliga dvärgvädurens päls kräver den lite extra vård.
Den lejonhuvade dvärgväduren påminner mycket om dvärgväduren, rasen är snäll och en riktig nybörjarkanin. Passar ofta bra till kaninhoppning.